# Список астероїдів (115001—115100)
| Назва                        | Тимчасове позначення | Дата відкриття  | Місце відкриття             | Відкривач                  |
| ---------------------------- | -------------------- | --------------- | --------------------------- | -------------------------- |
| (115001) 2003 QF75           | 2003 QF75            | 24 серпня 2003  | Сокорро (Нью-Мексико)       | LINEAR                     |
| (115002) 2003 QG75           | 2003 QG75            | 24 серпня 2003  | Сокорро (Нью-Мексико)       | LINEAR                     |
| (115003) 2003 QL75           | 2003 QL75            | 24 серпня 2003  | Сокорро (Нью-Мексико)       | LINEAR                     |
| (115004) 2003 QU76           | 2003 QU76            | 24 серпня 2003  | Сокорро (Нью-Мексико)       | LINEAR                     |
| (115005) 2003 QW77           | 2003 QW77            | 24 серпня 2003  | Сокорро (Нью-Мексико)       | LINEAR                     |
| (115006) 2003 QX77           | 2003 QX77            | 24 серпня 2003  | Сокорро (Нью-Мексико)       | LINEAR                     |
| (115007) 2003 QZ77           | 2003 QZ77            | 24 серпня 2003  | Сокорро (Нью-Мексико)       | LINEAR                     |
| (115008) 2003 QC78           | 2003 QC78            | 24 серпня 2003  | Сокорро (Нью-Мексико)       | LINEAR                     |
| (115009) 2003 QF78           | 2003 QF78            | 24 серпня 2003  | Сокорро (Нью-Мексико)       | LINEAR                     |
| (115010) 2003 QS78           | 2003 QS78            | 24 серпня 2003  | Сокорро (Нью-Мексико)       | LINEAR                     |
| (115011) 2003 QY78           | 2003 QY78            | 24 серпня 2003  | Сокорро (Нью-Мексико)       | LINEAR                     |
| (115012) 2003 QF79           | 2003 QF79            | 24 серпня 2003  | Сокорро (Нью-Мексико)       | LINEAR                     |
| (115013) 2003 QG79           | 2003 QG79            | 24 серпня 2003  | Сокорро (Нью-Мексико)       | LINEAR                     |
| (115014) 2003 QL79           | 2003 QL79            | 25 серпня 2003  | Сокорро (Нью-Мексико)       | LINEAR                     |
| (115015) 2003 QX84           | 2003 QX84            | 24 серпня 2003  | Обсерваторія Серро Тололо   | Марк Буї                   |
| (115016) 2003 QQ87           | 2003 QQ87            | 25 серпня 2003  | Сокорро (Нью-Мексико)       | LINEAR                     |
| (115017) 2003 QU88           | 2003 QU88            | 25 серпня 2003  | Сокорро (Нью-Мексико)       | LINEAR                     |
| (115018) 2003 QJ89           | 2003 QJ89            | 26 серпня 2003  | Сокорро (Нью-Мексико)       | LINEAR                     |
| (115019) 2003 QS89           | 2003 QS89            | 28 серпня 2003  | Сокорро (Нью-Мексико)       | LINEAR                     |
| (115020) 2003 QQ90           | 2003 QQ90            | 28 серпня 2003  | Сокорро (Нью-Мексико)       | LINEAR                     |
| (115021) 2003 QD92           | 2003 QD92            | 28 серпня 2003  | Обсерваторія Галеакала      | NEAT                       |
| (115022) 2003 QK93           | 2003 QK93            | 28 серпня 2003  | Обсерваторія Галеакала      | NEAT                       |
| (115023) 2003 QX94           | 2003 QX94            | 29 серпня 2003  | Обсерваторія Галеакала      | NEAT                       |
| (115024) 2003 QP98           | 2003 QP98            | 30 серпня 2003  | Обсерваторія Кітт-Пік       | Spacewatch                 |
| (115025) 2003 QC100          | 2003 QC100           | 28 серпня 2003  | Паломарська обсерваторія    | NEAT                       |
| (115026) 2003 QG101          | 2003 QG101           | 28 серпня 2003  | Обсерваторія Галеакала      | NEAT                       |
| (115027) 2003 QV101          | 2003 QV101           | 29 серпня 2003  | Обсерваторія Галеакала      | NEAT                       |
| (115028) 2003 QY102          | 2003 QY102           | 31 серпня 2003  | Обсерваторія Кітт-Пік       | Spacewatch                 |
| (115029) 2003 QZ102          | 2003 QZ102           | 31 серпня 2003  | Сокорро (Нью-Мексико)       | LINEAR                     |
| (115030) 2003 QS103          | 2003 QS103           | 31 серпня 2003  | Обсерваторія Галеакала      | NEAT                       |
| (115031) 2003 QN104          | 2003 QN104           | 28 серпня 2003  | Сокорро (Нью-Мексико)       | LINEAR                     |
| (115032) 2003 QX104          | 2003 QX104           | 29 серпня 2003  | Обсерваторія Галеакала      | NEAT                       |
| (115033) 2003 QC105          | 2003 QC105           | 31 серпня 2003  | Обсерваторія Галеакала      | NEAT                       |
| (115034) 2003 QH105          | 2003 QH105           | 31 серпня 2003  | Обсерваторія Галеакала      | NEAT                       |
| (115035) 2003 QU106          | 2003 QU106           | 30 серпня 2003  | Обсерваторія Галеакала      | NEAT                       |
| (115036) 2003 QZ106          | 2003 QZ106           | 30 серпня 2003  | Обсерваторія Кітт-Пік       | Spacewatch                 |
| (115037) 2003 QJ108          | 2003 QJ108           | 31 серпня 2003  | Сокорро (Нью-Мексико)       | LINEAR                     |
| (115038) 2003 QK108          | 2003 QK108           | 31 серпня 2003  | Сокорро (Нью-Мексико)       | LINEAR                     |
| (115039) 2003 QB109          | 2003 QB109           | 31 серпня 2003  | Сокорро (Нью-Мексико)       | LINEAR                     |
| (115040) 2003 QY110          | 2003 QY110           | 31 серпня 2003  | Сокорро (Нью-Мексико)       | LINEAR                     |
| (115041) 2003 QA111          | 2003 QA111           | 31 серпня 2003  | Сокорро (Нью-Мексико)       | LINEAR                     |
| (115042) 2003 QT112          | 2003 QT112           | 20 серпня 2003  | Сокорро (Нью-Мексико)       | LINEAR                     |
| (115043) 2003 RH             | 2003 RH              | 1 вересня 2003  | Сокорро (Нью-Мексико)       | LINEAR                     |
| (115044) 2003 RQ             | 2003 RQ              | 2 вересня 2003  | Сокорро (Нью-Мексико)       | LINEAR                     |
| (115045) 2003 RB1            | 2003 RB1             | 1 вересня 2003  | Сокорро (Нью-Мексико)       | LINEAR                     |
| (115046) 2003 RV3            | 2003 RV3             | 1 вересня 2003  | Сокорро (Нью-Мексико)       | LINEAR                     |
| (115047) 2003 RH4            | 2003 RH4             | 2 вересня 2003  | Сокорро (Нью-Мексико)       | LINEAR                     |
| (115048) 2003 RU4            | 2003 RU4             | 3 вересня 2003  | Обсерваторія Галеакала      | NEAT                       |
| (115049) 2003 RY4            | 2003 RY4             | 3 вересня 2003  | Обсерваторія Галеакала      | NEAT                       |
| (115050) 2003 RS5            | 2003 RS5             | 3 вересня 2003  | Обсерваторія Галеакала      | NEAT                       |
| 115051 Safaeinili            | 2003 RC6             | 4 вересня 2003  | Станція Кампо Імператоре    | CINEOS                     |
| (115052) 2003 RD6            | 2003 RD6             | 5 вересня 2003  | Сокорро (Нью-Мексико)       | LINEAR                     |
| (115053) 2003 RP6            | 2003 RP6             | 1 вересня 2003  | Сокорро (Нью-Мексико)       | LINEAR                     |
| (115054) 2003 RR6            | 2003 RR6             | 1 вересня 2003  | Сокорро (Нью-Мексико)       | LINEAR                     |
| (115055) 2003 RU6            | 2003 RU6             | 3 вересня 2003  | Обсерваторія Чрні Врх       | Обсерваторія Чрні Врх      |
| (115056) 2003 RZ6            | 2003 RZ6             | 4 вересня 2003  | Сокорро (Нью-Мексико)       | LINEAR                     |
| (115057) 2003 RC7            | 2003 RC7             | 4 вересня 2003  | Сокорро (Нью-Мексико)       | LINEAR                     |
| 115058 Тассантал (Tassantal) | 2003 RH8             | 4 вересня 2003  | Обсерваторія Піскештето     | К. Сарнецкі, Бріґіта Шіпоч |
| 115059 Nagykaroly            | 2003 RJ8             | 5 вересня 2003  | Обсерваторія Піскештето     | К. Сарнецкі, Бріґіта Шіпоч |
| (115060) 2003 RD12           | 2003 RD12            | 13 вересня 2003 | Обсерваторія Галеакала      | NEAT                       |
| (115061) 2003 RG13           | 2003 RG13            | 14 вересня 2003 | Обсерваторія Галеакала      | NEAT                       |
| (115062) 2003 RT14           | 2003 RT14            | 13 вересня 2003 | Обсерваторія Галеакала      | NEAT                       |
| (115063) 2003 RU14           | 2003 RU14            | 14 вересня 2003 | Обсерваторія Галеакала      | NEAT                       |
| (115064) 2003 RZ14           | 2003 RZ14            | 14 вересня 2003 | Обсерваторія Галеакала      | NEAT                       |
| (115065) 2003 RN18           | 2003 RN18            | 15 вересня 2003 | Станція Андерсон-Меса       | LONEOS                     |
| (115066) 2003 RH19           | 2003 RH19            | 15 вересня 2003 | Станція Андерсон-Меса       | LONEOS                     |
| (115067) 2003 RQ19           | 2003 RQ19            | 15 вересня 2003 | Станція Андерсон-Меса       | LONEOS                     |
| (115068) 2003 RY20           | 2003 RY20            | 15 вересня 2003 | Станція Андерсон-Меса       | LONEOS                     |
| (115069) 2003 RE21           | 2003 RE21            | 15 вересня 2003 | Станція Андерсон-Меса       | LONEOS                     |
| (115070) 2003 RT21           | 2003 RT21            | 13 вересня 2003 | Обсерваторія Галеакала      | NEAT                       |
| (115071) 2003 RG22           | 2003 RG22            | 15 вересня 2003 | Обсерваторія Галеакала      | NEAT                       |
| (115072) 2003 RO22           | 2003 RO22            | 15 вересня 2003 | Обсерваторія Галеакала      | NEAT                       |
| (115073) 2003 RO23           | 2003 RO23            | 14 вересня 2003 | Паломарська обсерваторія    | NEAT                       |
| (115074) 2003 RW23           | 2003 RW23            | 14 вересня 2003 | Паломарська обсерваторія    | NEAT                       |
| (115075) 2003 RA24           | 2003 RA24            | 14 вересня 2003 | Обсерваторія Галеакала      | NEAT                       |
| (115076) 2003 RD24           | 2003 RD24            | 15 вересня 2003 | Станція Андерсон-Меса       | LONEOS                     |
| (115077) 2003 RL25           | 2003 RL25            | 15 вересня 2003 | Паломарська обсерваторія    | NEAT                       |
| (115078) 2003 RJ26           | 2003 RJ26            | 3 вересня 2003  | Обсерваторія Галеакала      | NEAT                       |
| (115079) 2003 SA3            | 2003 SA3             | 16 вересня 2003 | Паломарська обсерваторія    | NEAT                       |
| (115080) 2003 SH3            | 2003 SH3             | 16 вересня 2003 | Паломарська обсерваторія    | NEAT                       |
| (115081) 2003 SQ3            | 2003 SQ3             | 16 вересня 2003 | Обсерваторія Кітт-Пік       | Spacewatch                 |
| (115082) 2003 SP6            | 2003 SP6             | 17 вересня 2003 | Обсерваторія Дезерт-Іґл     | Вільям Йон                 |
| (115083) 2003 SZ7            | 2003 SZ7             | 16 вересня 2003 | Паломарська обсерваторія    | NEAT                       |
| (115084) 2003 SM9            | 2003 SM9             | 17 вересня 2003 | Обсерваторія Кітт-Пік       | Spacewatch                 |
| (115085) 2003 SK11           | 2003 SK11            | 16 вересня 2003 | Обсерваторія Кітт-Пік       | Spacewatch                 |
| (115086) 2003 SP11           | 2003 SP11            | 16 вересня 2003 | Обсерваторія Кітт-Пік       | Spacewatch                 |
| (115087) 2003 SP13           | 2003 SP13            | 16 вересня 2003 | Обсерваторія Кітт-Пік       | Spacewatch                 |
| (115088) 2003 SU13           | 2003 SU13            | 16 вересня 2003 | Обсерваторія Кітт-Пік       | Spacewatch                 |
| (115089) 2003 SF14           | 2003 SF14            | 17 вересня 2003 | Обсерваторія Кітт-Пік       | Spacewatch                 |
| (115090) 2003 SM14           | 2003 SM14            | 17 вересня 2003 | Обсерваторія Кітт-Пік       | Spacewatch                 |
| (115091) 2003 SB15           | 2003 SB15            | 17 вересня 2003 | Обсерваторія Кітт-Пік       | Spacewatch                 |
| (115092) 2003 SH15           | 2003 SH15            | 16 вересня 2003 | Обсерваторія Кітт-Пік       | Spacewatch                 |
| (115093) 2003 SQ16           | 2003 SQ16            | 17 вересня 2003 | Обсерваторія Ґудрайк-Піґотт | Рой Такер                  |
| (115094) 2003 SZ16           | 2003 SZ16            | 17 вересня 2003 | Обсерваторія Кітт-Пік       | Spacewatch                 |
| (115095) 2003 SB17           | 2003 SB17            | 17 вересня 2003 | Обсерваторія Кітт-Пік       | Spacewatch                 |
| (115096) 2003 SW17           | 2003 SW17            | 17 вересня 2003 | Обсерваторія Кітт-Пік       | Spacewatch                 |
| (115097) 2003 SK18           | 2003 SK18            | 16 вересня 2003 | Сокорро (Нью-Мексико)       | LINEAR                     |
| (115098) 2003 SN18           | 2003 SN18            | 16 вересня 2003 | Обсерваторія Кітт-Пік       | Spacewatch                 |
| (115099) 2003 SA22           | 2003 SA22            | 16 вересня 2003 | Обсерваторія Кітт-Пік       | Spacewatch                 |
| (115100) 2003 SY22           | 2003 SY22            | 16 вересня 2003 | Паломарська обсерваторія    | NEAT                       |